# Kindberg
Kindberg – miasto w Austrii, w kraju związkowym Styria, w powiecie Bruck-Mürzzuschlag. Do 31 grudnia 2012 należało do powiatu Mürzzuschlag. Liczy 8245 mieszkańców (1 stycznia 2015).

## Współpraca
Miejscowości partnerskie:
- Roßdorf, Niemcy
- Vösendorf, Dolna Austria